# Mastacembelus brachyrhinus
Mastacembelus brachyrhinus är en fiskart som beskrevs av Boulenger, 1899. Mastacembelus brachyrhinus ingår i släktet Mastacembelus och familjen Mastacembelidae. IUCN kategoriserar arten globalt som livskraftig. Inga underarter finns listade i Catalogue of Life.